# Dom Santi Giovanni Battista e Remigio (Carignano)

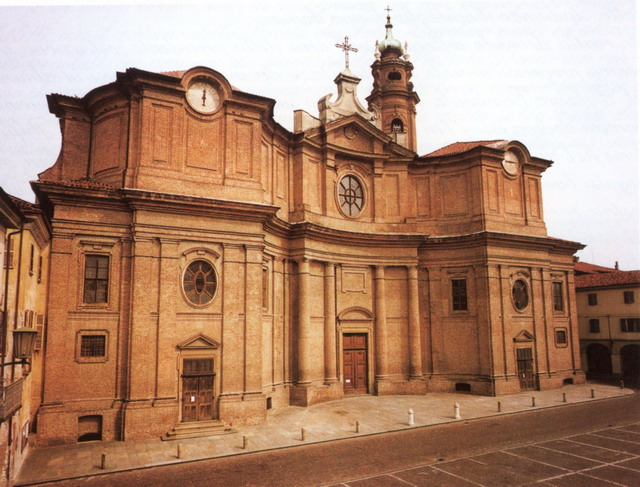
Hauptfassade

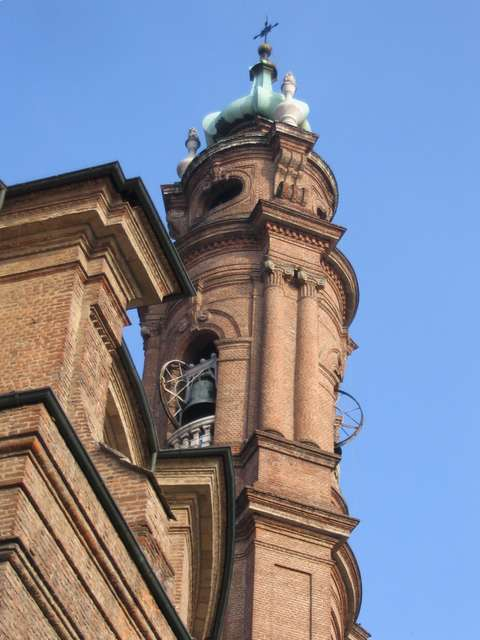
Campanile

Der Duomo Santi Giovanni Battista e Remigio ist die Stadtpfarrkirche von Carignano, Piemont, Italien.

## Baugeschichte

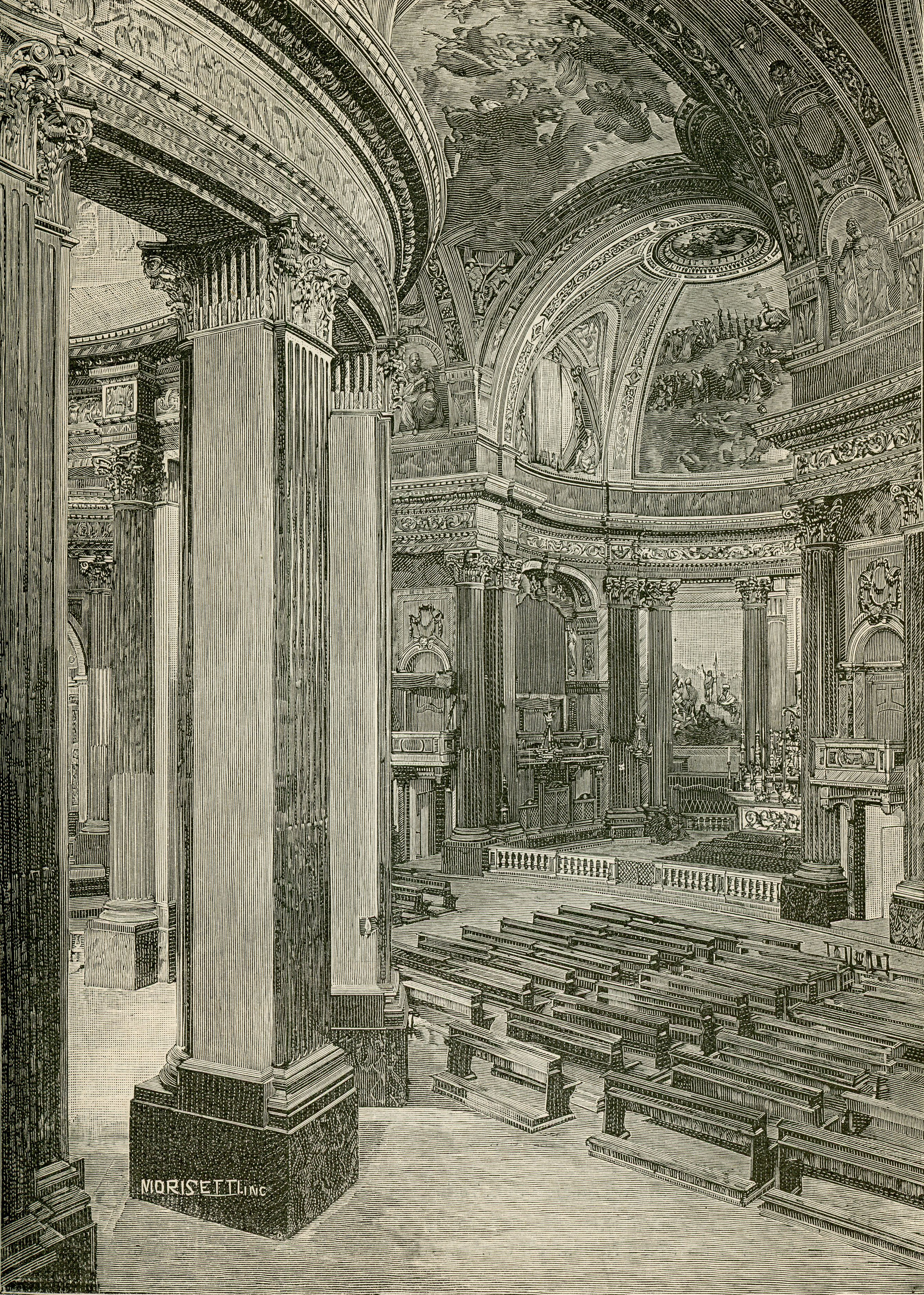
Druckgrafik des Innenraums von 1890

Die Hauptkirche der Stadt Carignano ist den heiligen Johannes der Täufer und Remigius von Reims geweiht.
1755 beschloss der Gemeinderat den Abriss der gotischen Vorgängerkirche von 1484 und einen Ersatzneubau. Der Barockbau wurde in den Jahren 1757 bis 1767 nach Plänen des savoyischen Hofbaumeisters Benedetto Alfieri errichtet.

## Baubeschreibung
Die Kirche verfügt über einen einzigartigen Grundriss: Das Kirchenschiff ist als Kreissegment angelegt, während der Chorraum traditionell gestaltet ist. Trotz der Quertendenz des Baukörpers handelt es sich um eine Longitudinalkirche. Bemerkenswert ist die breite Hauptfassade der Kirche. Der Mittelteil ist konkav geschwungen und wird von zwei Risaliten flankiert. Das Hauptportal ist Teil einer zweigeschossigen Tempelfront mit großem Oculusfenster. Der seitliche Campanile mit Zwiebelhelm tritt optisch gegenüber der Hauptfassade zurück.
Der Hochaltar und die Skulpturen im Innenraum stammen von Giuseppe Bottinelli.